# Ивелич, Иван Константинович
Граф Иван Константинович Ивелич, «Ивелич 3-й» (? — после 1810) — генерал-майор, происходящий из Боки Которской (ныне Черногория). Младший брат генерал-лейтенанта Марка Константиновича Ивелича.
Родился в Рисане, происходил из бокельского графского рода Ивеличей, известного с XIV века, в 1777 году поступил на российскую военную службу. Принимал участие во второй русско-турецкой войне.
1 декабря 1799 года — полковник, командир 18-го егерского полка.
С 9 июня 1800 года по 20 июня 1804 года — шеф 6-го егерского полка, 22 июля 1800 года — генерал-майор.
4 января 1805 года назначен комендантом Владикавказа и шефом Владикавказского гарнизонного полка, 16 февраля 1810 года передал полномочия генерал-майору Ивану Петровичу Дельпоццо и вышел в отставку «для излечения ран».
Был награждён орденом Святой Анны 2-й степени (27.12.1806) с алмазами (19.02.1808).